# Vitex harveyana
Vitex harveyana là một loài thực vật có hoa trong họ Hoa môi. Loài này được H.Pearson miêu tả khoa học đầu tiên năm 1901.